# Klimaticket

Logo KlimaTicket

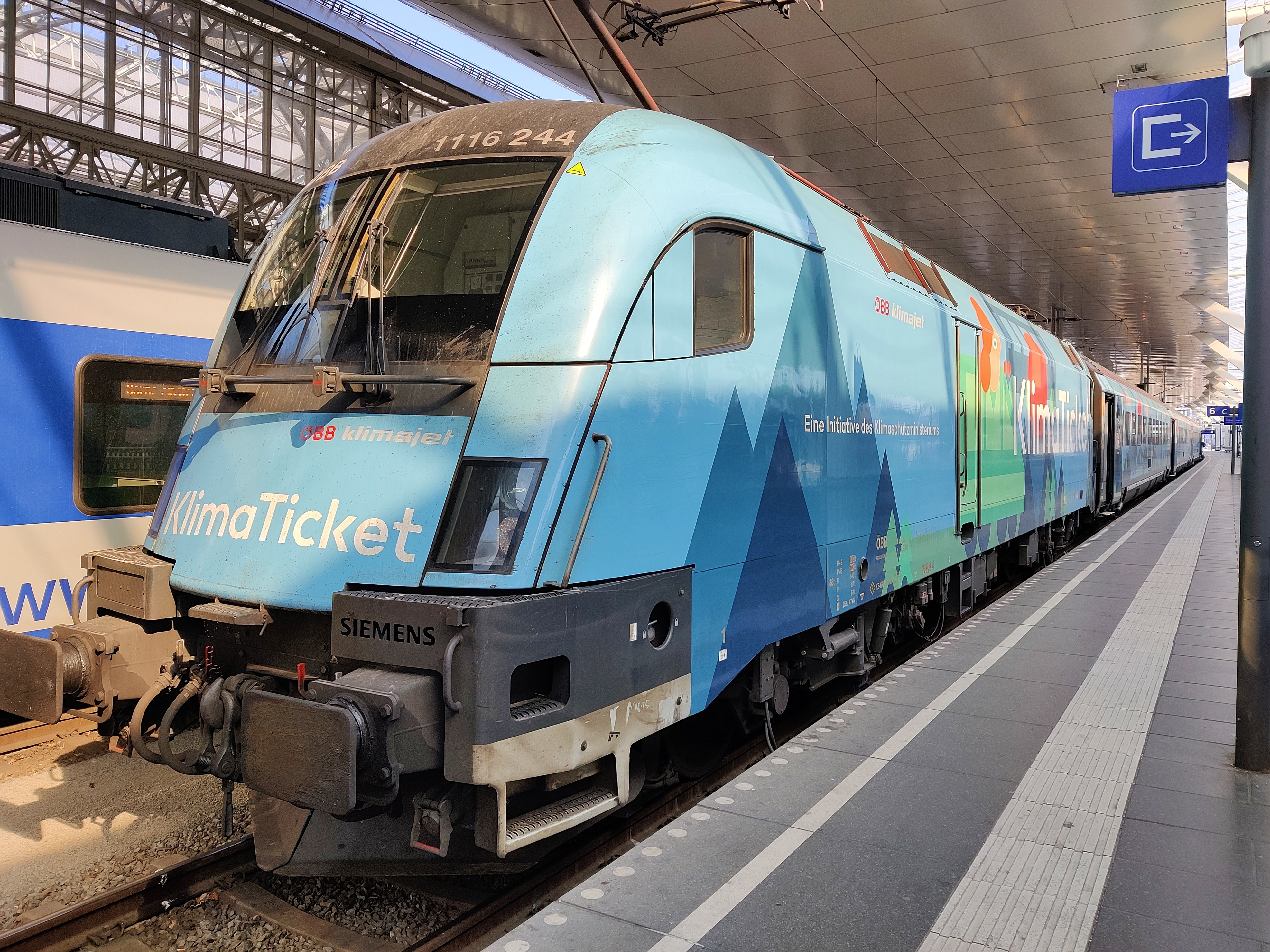
ÖBB Railjet mit KlimaTicket-Werbung

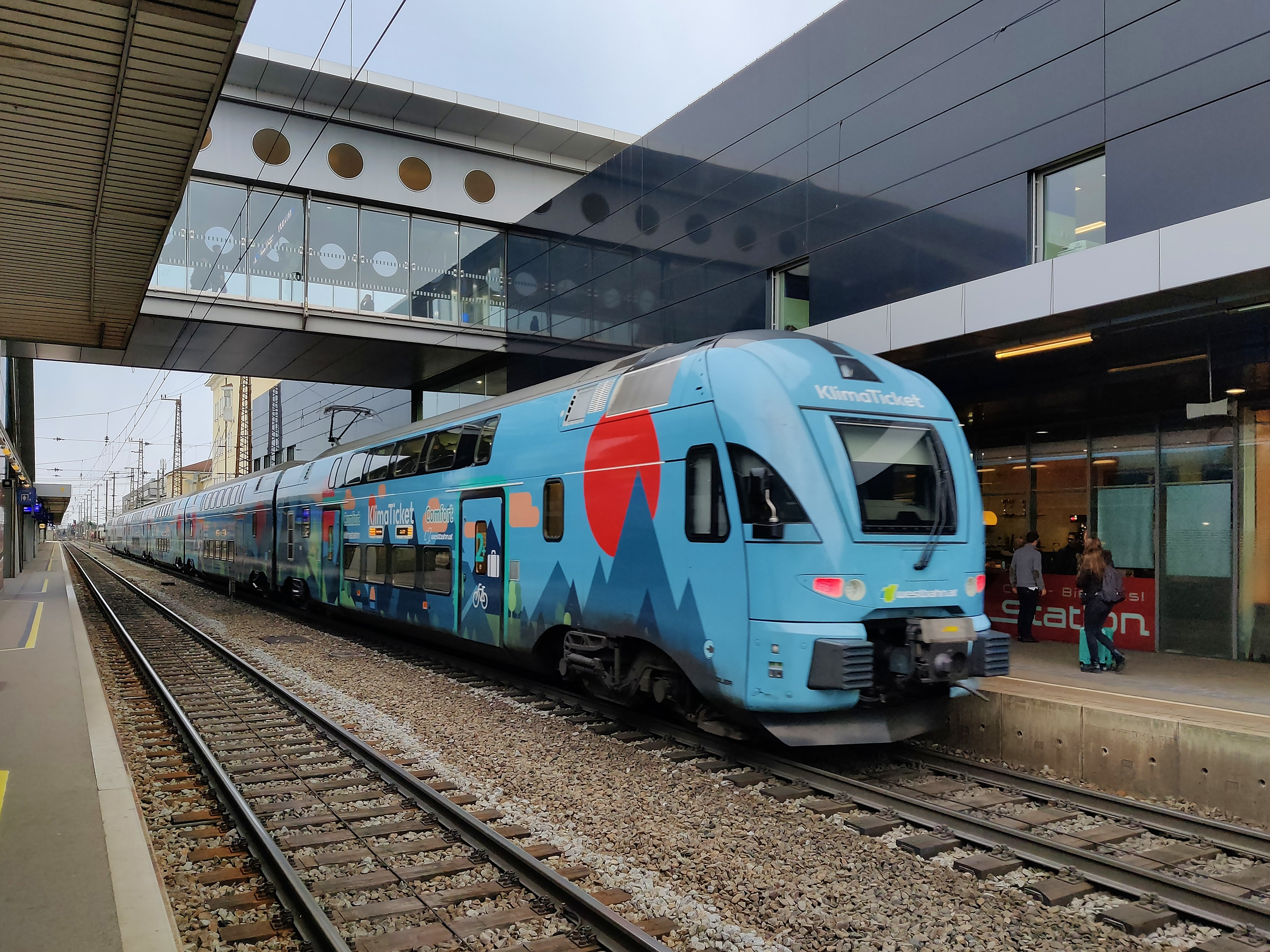
Stadler KISS der WESTbahn mit KlimaTicket-Werbung

Das KlimaTicket ist eine Jahreskarte für fast alle öffentlichen Verkehrsmittel in Österreich. Eingeführt wurde es am 26. Oktober 2021, dem österreichischen Nationalfeiertag. Bis 20. Dezember 2021, also in den ersten zwei Monaten der Gültigkeit, wurden 133.999 Tickets verkauft, im Juni 2022 waren es rund 170.000. Im November 2022 nutzten „über 200.000“ das KlimaTicket Ö, im Oktober 2023 „über 262.000“, im September 2024 „über 300.000“.
Seit 1. Jänner 2022 gibt es auch für jedes Bundesland ein eigenes Klimaticket als Jahreskarte, mit Ausnahme von Niederösterreich und Burgenland, für die es eine gemeinsame Jahreskarte gibt. Die Ticketpreise betragen anders als geplant nicht einheitlich jeweils 365 Euro, sondern sind je nach Bundesland unterschiedlich. Im Oktober 2023 nutzten „über 430.000“ Personen ein Bundesland-KlimaTicket. Die meisten Klimatickets Ö pro 100.000 Einwohner wurden in Wien verkauft, die wenigsten in Kärnten und der Steiermark (Stand April 2024).

## Geschichte
Am 1. Mai 2012 wurde eine Jahreskarte für ganz Wien zum Preis von 365 Euro eingeführt. Die Zahl der Jahreskartenbesitzer in Wien hat sich in den ersten zehn Jahren nahezu verdreifacht. Sie stieg von 363.000 auf 850.000 im Jahr 2019, dies aber hauptsächlich durch Umsteiger aus anderen Tarifen, ohne massiv Neukunden anzusprechen oder mehr Fahrten zu generieren. Für mehr Fahrgäste sorgt vor allem das attraktive Netz und die enge Taktung der Verbindungen. Die Initiative für diese Fördermaßnahme des öffentlichen Verkehrs ging von den Wiener Grünen aus, die damals mit der SPÖ die Wiener Stadt- und Landesregierung bildeten. Anknüpfend an dieses Erfolgsmodell verhandelte die Bundespartei der Grünen in der Vorbereitung der Bundesregierung Kurz II zur Jahreswende 2019/20 das sogenannte 1-2-3-Ticket in die Koalitionsvereinbarung. Geplant war ein einheitlicher Preis von 365 Euro je Bundesland, zweimal 365 Euro für zwei Bundesländer und dreimal 365 Euro für ganz Österreich. Im Laufe der Verhandlungen stellte sich heraus, dass eine derart klare und einheitliche Systematik in der föderalen Struktur des Landes nicht durchsetzbar sein würde. Daher kam es zum KlimaTicket und zu Sonderlösungen für einzelne Bundesländer.
Im Sommer 2021 präsentierte Verkehrsministerin Leonore Gewessler (Grüne) gemeinsam mit dem oberösterreichischen Landeshauptmann Thomas Stelzer (ÖVP) eine Light-Variante des ursprünglich für ganz Österreich geplanten Tickets, die nur in den sechs westlichen Bundesländern und auf allen Bahnstrecken von ÖBB und Westbahn gegolten hätte. Damit setzte die Ministerin die zögernden Landeshauptleute Hans Peter Doskozil (Bgld.), Michael Ludwig (W, beide SPÖ) und Johanna Mikl-Leitner (NÖ, ÖVP) unter Zugzwang, ebenso den Verkehrsverbund Ost-Region (VOR). Rechtzeitig vor Beginn des Vorverkaufs wurde eine Einigung mit den zögernden Bundesländern erzielt, sodass das KlimaTicket seit seiner Einführung österreichweit gültig ist. Gewessler sagte, sie betrachte das Gelingen des Projekts als „ersten großen Erfolg ihrer versprochenen Klimapolitik“.
Zur Einführung des KlimaTickets Ö galten Early-Bird-Preise bei Kauf von 1. bis 31. Oktober 2021: für Erwachsene 949 Euro, in der reduzierten Tarifstufe 699 Euro. Ratenzahlung war möglich. Inhaber von Jahreskarten können ohne Gebühren einfach auf die neuen günstigen Tarife umsteigen. Im Oktober 2021, als der um grob etwa 12 % reduzierte Early-Bird-Preis galt, wurden insgesamt 128.000 KlimaTickets verkauft, davon 54 Prozent zum Classic-Preis und 46 Prozent zum reduzierten Preis (29 Prozent Jugendtickets, 16 Prozent Seniorentickets, 1 Prozent Tickets für Behinderte).
Als Maßnahme gegen die Teuerung wurde im Juni 2022 eine Verlängerung der Gültigkeitsdauer um einen Monat bei Neukauf oder Verlängerung angekündigt. Diese Aktion galt bei Kauf bis Ende 2022. Der Gültigkeitsbeginn kann – seit jeher – auf bis zu 1 Monat nach dem Kauf gelegt werden.
Angesichts der damaligen Inflation beschloss der Ministerrat im Juli 2022, dass der Bund den Ländern weitere 80 Millionen Euro zur Verfügung stellt, um auch hier eine finanzielle Entlastung der öffentlichen Verkehrsmittel zu erreichen. Ein Teil der Mittel sollte für Preissenkungen bei regionalen Klimatickets verwendet werden.
Eine digitale Version des Klimatickets kann seit dem 27. November 2023 mittels Apps von ÖBB, WESTbahn oder Wiener Linien genutzt werden.

## Gültigkeit
KlimaTicket Ö
Das KlimaTicket Ö gilt österreichweit in Zügen der ÖBB (2. Klasse), der WESTbahn (2. Klasse, mit KlimaTicket Ö auch Klasse 2+) und RegioJet (bestimmte Klassen, jedoch ohne Reservierung nur bei freien Sitzplätzen) und in allen öffentlichen Verkehrsmitteln, die in österreichische Verkehrsverbünde integriert sind, wie Regionalzüge, S-Bahnen, U-Bahnen, Straßenbahnen und Autobuslinien sowie gemäß den Verbundbestimmungen Anrufsammeltaxis (Letztere ggf. mit Aufpreis). Erster Gültigkeitstag war der Nationalfeiertag, der 26. Oktober 2021. Es gilt auf Bahnstrecken bis zur letzten Bahnstation in Österreich sowie darüber hinaus bis zu den definierten Grenztarifpunkten (nur ÖBB) und bis zu folgenden im Ausland gelegenen Grenzbahnhöfen:
- Richtung Deutschland: Lindau-Reutin, Simbach (Inn) und Passau Hbf
- Richtung Italien: Tarvisio Boscoverde, San Candido/Innichen, Brennero/Brenner
- Richtung Schweiz: Buchs SG und St. Margrethen
- Richtung Tschechien: Břeclav nur in den Zügen von RegioJet, nicht in den Zügen der ÖBB
- Richtung Ungarn: Sopron. Nach Hegyeshalom nur in Zügen von RegioJet, nicht in den Zügen der ÖBB

Aufgrund der Tarifbestimmungen der jeweiligen Verkehrsverbünde reicht die Gültigkeit für aus Österreich kommende Züge stellenweise auch über die Grenzbahnhöfe hinaus, konkret bis Mittenwald und Szentgotthárd, weiters bei Fahrten von oder nach Österreich sowohl bis Lindau-Insel als auch für Nahverkehrszüge bis Freilassing-Hofham sowie auf einigen grenzüberschreitenden Regionalbuslinien bis ins Ausland.
Das Ticket gilt auch in den Fernverkehrs-Korridorzügen von ÖBB und WESTbahn Richtung Innsbruck über das sogenannte deutsche Eck zwischen Salzburg Hbf und Kufstein (ohne Halt via Rosenheimer Schleife) und auf der durch Liechtenstein in die Schweiz führenden ÖBB-Bahnstrecke zwischen Tisis und Buchs (SG). Nur bei Fahrtantritt und Fahrtziel in Österreich gilt es auf dem deutschen Abschnitt zwischen Scharnitz und Ehrwald mit Umstieg in Garmisch-Partenkirchen sowie auf dem italienischen Abschnitt zwischen Sillian und Brenner mit Umstieg in Franzensfeste.
Bundesländer-KlimaTickets
Die regionalen KlimaTickets gelten im Gebiet des jeweiligen Verkehrsverbunds auf allen Verbundlinien sowie in den Fernverkehrszügen von ÖBB und WESTbahn in der 2. Klasse.
Wo KlimaTickets nicht gelten
Ein KlimaTicket (unabhängig davon, ob mit österreichweitem oder regionalem Geltungsbereich) gilt nicht auf Nostalgie-, Tourismus- und Zahnradbahnen (zum Beispiel Waldviertelbahn, Wachaubahn, Schneebergbahn, Schafbergbahn, Achenseebahn), in internationalen Touristikzügen wie dem UrlaubsExpress sowie auf Seilbahnen und Schifffahrtslinien. Es gilt auch nicht im City Airport Train; in diesem erhalten Inhaber eines KlimaTickets seit dem 1. Juni 2022 jedoch Tickets zum halben Preis. Weiters gilt das Ticket nicht auf Buslinien, die in keinen österreichischen Verkehrsverbund integriert sind. Dazu zählen etwa die Nicht-Verbundverkehre in der Steiermark, die von den ÖBB betriebenen Vienna Airport Lines, welche den Wiener Flughafen mit Wien verbinden, innerösterreichische Fernbuslinien von Flixbus, der Thermenlandbus zwischen Wien und der Steiermark und manche Nachtbuslinien.
Eine nach Bundesländern gegliederte Übersicht mit Einschränkungen der Gültigkeit ist auf der KlimaTicket-Website abrufbar.

## Preisentwicklung
Der Preis betrug von der Einführung des Tickets im Jahr 2021 bis 2024 1.095 Euro. Das ermäßigte Ticket kostete 821 Euro. In Folge wurde der Vollpreis im  Jänner 2025 auf 1.179,30 Euro angehoben. Durch eine weitere Preisanhebung im August 2025 beträgt der Vollpreis 1.300 Euro, der ermäßigte Preis 975 Euro. Geplant ist Anfang 2026 eine weitere Preiserhöhung auf 1.400 Euro, ermäßigt 1.050 Euro.
Die reduzierte Tarifstufe ist für junge Erwachsene erhältlich (bis 1 Tag vor dem 26. Geburtstag), für Menschen mit Behinderung (Behinderung von mindestens 70 Prozent) sowie für Senioren (ab 65) und kostet 75 % des Vollpreises. Mitreisende Kinder unter 6 Jahren zahlen nichts. Ein Aufschlag von 130 Euro pro Jahr ermöglicht die Mitnahme von bis zu vier Kindern im Alter zwischen dem sechsten Geburtstag und 1 Tag vor dem 15. Geburtstag. Wer mit den ÖBB regelmäßig in der ersten Klasse reisen möchte, kann zusätzlich zum KlimaTicket Ö ein Erste-Klasse-Upgrade für ein Jahr erwerben.

## KlimaTickets für die Bundesländer
Die Preise für die Jahrestickets der einzelnen Bundesländer variieren stark, sie reichen von 365 Euro (in Wien) über 514 Euro (in der Steiermark) bis zu 592 Euro (in Oberösterreich). Die kombinierte Jahreskarte für Niederösterreich und das Burgenland kostet 495 Euro, für Niederösterreich, das Burgenland und Wien sind 860 Euro zu zahlen. Alle Bundesländer bieten ermäßigte Versionen für Senioren an. Mit Ausnahme von Wien bieten auch alle Bundesländer ermäßigte Versionen für junge Menschen (unter 26 Jahren) und für Behinderte an.
| Bundesland       | Jahreskarte je Bundesland          | Name der Jahreskarte       | Einführung des Bundesland-Tickets                   | KlimaTicket für ganz Österreich, ab 26. Oktober 2021 |
| ---------------- | ---------------------------------- | -------------------------- | --------------------------------------------------- | ---------------------------------------------------- |
| Burgenland       | 495 € (533 € ab 09/25) Kombiticket | VOR KlimaTicket Region (d) | 25. Oktober 2021                                    | 1.179,30 € ermäßigt 884,20 €                         |
| Niederösterreich | 495 € (533 € ab 09/25) Kombiticket | VOR KlimaTicket Region (d) | 25. Oktober 2021                                    | 1.179,30 € ermäßigt 884,20 €                         |
| Kärnten          | 430 €                              | Kärnten Ticket             | 1. Jänner 2022                                      | 1.179,30 € ermäßigt 884,20 €                         |
| Oberösterreich   | 592 € (c)                          | KlimaTicket OÖ             | 26. Oktober 2021                                    | 1.179,30 € ermäßigt 884,20 €                         |
| Salzburg         | 393 €                              | KlimaTicket Salzburg       | 1. Jänner 2022 1. Jänner 2020 als myRegio           | 1.179,30 € ermäßigt 884,20 €                         |
| Steiermark       | 514 €                              | KlimaTicket Steiermark     | 1. Jänner 2022                                      | 1.179,30 € ermäßigt 884,20 €                         |
| Tirol            | 590 €                              | KlimaTicket Tirol          | 1. März 2022 1. Juni 2017 als Tirolticket           | 1.179,30 € ermäßigt 884,20 €                         |
| Vorarlberg       | 382 € (e)                          | Klimaticket VMOBIL maximo  | 1. November 2021 1. Jänner 2014 als maximo um 365 € | 1.179,30 € ermäßigt 884,20 €                         |
| Wien             | 365 €                              | Jahreskarte WIEN           | 1. Mai 2012                                         | 1.179,30 € ermäßigt 884,20 €                         |

## Steuerliche Auswirkungen
Der Arbeitgeber kann dem Arbeitnehmer das KlimaTicket unter bestimmten Bedingungen steuerfrei sowohl für ihn selbst als auch für den Arbeitnehmer zur Verfügung stellen oder die entsprechenden Kosten steuerfrei ersetzen. Auch für die Bemessung der Sozialversicherung ist der Betrag dann nicht maßgebend.

## Kündigung
Während der Gültigkeitsdauer kann das Ticket ab dem siebenten Gültigkeitsmonat ohne Angabe von Gründen schriftlich mittels Kündigungsformular gekündigt werden. Dabei ist eine Monatsrate als Kündigungsentgelt zu zahlen. Im Falle von Umzug, mehr als dreimonatiger Erkrankung, Arbeitslosigkeit oder im Todesfall kann das Ticket jederzeit und ohne Kündigungsentgelt gekündigt werden.

## Personengruppen, die das Klimaticket unentgeltlich erhalten
Folgende Personengruppen erhalten ein Klimaticket Ö für die Dauer der (zum Teil verpflichtenden) Dienst- oder Ausbildungszeit:
- Grundwehrdiener des Bundesheers: Seit April 2022
- Zivildiener: Seit April 2022
- Freiwillige des Freiwilligen Sozialjahres (FSJ): Seit 2023
- Teilnehmer des Freiwilligen Umweltjahres (FUJ): Seit 2023
- Polizeischüler: Seit Sommer 2023
- Verwaltungspraktikanten und Lehrlinge im Innenministerium: Seit 2023
- Lehrlinge in der Metallindustrie: Seit 2024

Im Oktober 2023 wurde bekannt, dass die österreichische Regierung 18-Jährigen mit Wohnsitz in Österreich im Laufe des Jahres 2024 ein österreichweites gültiges KlimaTicket Ö 18 kostenlos zur Verfügung stellen wird. Junge Menschen haben ab dem 18. Geburtstag drei Jahre Zeit, um das kostenlose Klimaticket in Anspruch zu nehmen. Die Gratistickets waren seit dem 1. Juli 2024 verfügbar. Bis Jänner 2025 wurden die Gratistickets nur von knapp 20 Prozent der Berechtigten in Anspruch genommen. Am 18. April 2025 teilte das Verkehrsministerium die Einstellung des Gratis-Klimatickets für 18-Jährige mit. Bereits ausgestellte KlimaTicket Ö 18 bleiben bis zum aufgedruckten Enddatum gültig.

## Schnupper-KlimaTickets
In einigen Bundesländern können Gemeinden übertragbare Bundesland-KlimaTickets erwerben, die dazu gedacht sind, sie tageweise an Bewohner der Gemeinden weiterzugeben. Die Gemeinden können die Konditionen für die Weitergabe festlegen, u. a. wie oft das Schnupperticket an eine Person verliehen werden darf und ob die Schnuppertickets gratis oder gegen Gebühr weitergegeben werden.
Die Schnuppertickets können entweder persönlich bei der Gemeinde oder über ein österreichweites Online-Portal reserviert werden.
Mit Stand 12/2023 bieten circa 250 Gemeinden ein Schnupperticket an. Die Gemeinden liegen überwiegend in Niederösterreich.

## Fahrradbeförderung
Das KlimaTicket umfasst keine kostenlose Mitnahme eines Fahrrads – vielmehr richtet sich diese nach den Regeln des jeweiligen Verkehrsverbundes bzw. Verkehrsunternehmens. In Zügen der ÖBB und der WESTbahn muss eine Fahrradkarte gelöst werden. In manchen Verkehrsmitteln werden grundsätzlich keine Fahrräder befördert, etwa bei der Lokalbahn Wien–Baden und auf den meisten Buslinien.
Bundesländer, in denen im jeweiligen Verbundbereich Inhabern eines KlimaTickets die kostenlose Mitnahme eines Fahrrads in Nahverkehrsmitteln gemäß den Vorgaben des jeweiligen Verkehrsverbundes bzw. Verkehrsunternehmens (ggf. mit zeitlichen Einschränkungen) gestattet ist,
und zwar mit folgenden KlimaTickets:
- Salzburg: mit sämtlichen Klimatickets des Landes Salzburg (einschließlich der Varianten Plus, U26, Spezial, Edelweiß und Semester) sowie KlimaTicket Ö in Nahverkehrszügen und anderen Nahverkehrsmitteln[54]

- Steiermark: mit KlimaTicket Steiermark und KlimaTicket Ö in Nahverkehrszügen[55]

- Wien: mit VOR KlimaTicket MetropolRegion und KlimaTicket Ö innerhalb der Kernzone Wien in Nahverkehrszügen der ÖBB[56]
(Die Fahrradmitnahme in der Wiener U-Bahn ist generell gratis. In Straßenbahnen und Bussen ist sie nicht gestattet).

## Kritik
Der Verkehrsökonom Sebastian Kummer von der Wirtschaftsuniversität Wien betrachtet den zusätzlichen Nutzen des KlimaTickets als gering im Verhältnis zu dessen erheblichen Kosten für den Steuerzahler: Es werde viel Geld an Bestandskunden ausgeschüttet, dabei aber nicht auf soziale Treffsicherheit geachtet. Zudem gebe es kaum einen Lenkungseffekt, da im ländlichen Raum weiterhin ein Defizit an öffentlichen Verkehrsangeboten herrsche, während bereits jetzt stark frequentierte Hauptstrecken (wie etwa Wien–Salzburg) noch mehr Fahrgäste gewinnen würden. Kritisiert wurde in diesem Zusammenhang auch, dass die Mehrkosten des KlimaTickets von bis zu 252 Millionen Euro im Jahr 2022 aus dem Budgetposten der Bundeszuschüsse an die ÖBB finanziert werden sollen. Damit werde der Umstieg auf die Bahn, den das KlimaTicket eigentlich forcieren solle, durch Reduktion der Investitionen konterkariert. Auch die Oppositionsparteien FPÖ und NEOS äußerten Kritik an der Durchführung und Finanzierung des KlimaTickets.
Der FPÖ-Abgeordnete Christian Ragger kritisierte die Beschränkung des Verkaufs wegen einer vorliegenden Behinderung ermäßigter Klimatickets auf Behinderte mit einer Behinderung von mindestens 70 %, während in der Arbeitswelt Österreichs Behinderte bereits ab einer 50%igen Behinderung begünstigt werden.
Nach dem Abbau der Einschränkungen auf Grund der COVID-19-Pandemie in Österreich kam es zu einem Aufschwung der Reisetätigkeit in Österreich, von dem auch die ÖBB profitierten. Neben dem Anstieg der Energie- und Treibstoffpreise, der flächendeckenden Einführung des Wiener Parkpickerls und dem wachsenden Umweltbewusstsein in der Bevölkerung dürfte auch das neu eingeführte Klimaticket zu 14 % mehr Passagieren als im bisherigen Rekordjahr 2019 geführt haben. Auf Grund der ausstehenden Lieferungen neuer Züge kommt es in Hauptreisezeiten zu Kapazitätsengpässen im Bahnverkehr, die zu überfüllten Zügen und in seltenen Fällen zu Zugsräumungen führen, von denen im Mai 2022 0,02 Prozent der ÖBB-Kunden betroffen waren. So waren etwa zwischen 25. Mai 14:00 Uhr und 29. Mai 2022 abends (Christi Himmelfahrt) 700 Fahrgäste in elf Zügen von insgesamt 3,6 Millionen Fernverkehrsreisenden in 1.500 Zügen von Zugsräumungen betroffen.